# إيفا فيلبين
إيفا فيلبين (بالإنجليزية: Eva Philbin)‏(4 يناير 1914 - 24 يونيو 2005) كيميائية أيرلندية، وأول امرأة رئيسة لمعهد الكيمياء في أيرلندا. ولدت فيلبن إيفا ماريا رايدر عام 1914، وبدأت حياتها المهنية في عام 1939 في مجال الكيمياء الصناعية قبل انضمامها إلى كلية دبلن الجامعية في عام 1945. بعد 18 عاما، أصبحت إيفا أستاذة الكيمياء العضوية، بعد وفاة سلفها T.S.Wheeler. على مدى حياتها المهنية الطويلة، أصبحت زميلاً للجمعية الملكية للكيمياء وعضواً في مجلس الأكاديمية الملكية الأيرلندية ومجلس العلوم الطبيعية. وأول امرأة ترأس المجلس الوطني للعلوم، وكانت أول نائبة لرئيس الأكاديمية الملكية الأيرلندية.
أبدت إيفا اهتماماً فيما وراء العلم، مع الاهتمام الشديد بمعالجة الذين يعانون من صعوبات في التعلم، ما أدى إلى توليها رئاسة المجلس الاستشاري المعني بالمعاقين عقلياً، فضلاً عن كونها أمينة للصندوق الفخري في الرابطة الوطنية للمعاقين عقلياً في أيرلندا.
تزوجت ابنتها الكبرى إيمير المذيع والمؤرخ جون بومان. وتوفيت إيفا في عام 2005 عن عمر يناهز 91 عاماً.